# Manuel Gómez Pedraza
Manuel Gómez Pedraza fou un general mexicà i president de Mèxic de 1832 al 1833.
Gómez Pedraza nasqué dins una família de classe mitjana. Era estudiant quan esclatà la Guerra d'independència de Mèxic el 1810. S'enllistà a l'Exèrcit Reialista sota el comandament del general Félix María Calleja del Rey, i es convertí en lloctinent. Combaté els insurgents mexicans durant la Guerra i contribuí a la captura del revolucionari José María Morelos. Quan semblava que la guerra havia acabat amb la victòria dels reialistes espanyols, Gómez Pedraza fou designat diputat de la Nova Espanya al Parlament Espanyol el 1820. El 1821, quan caigué el govern del virrei de Mèxic, amb la unió dels exèrcits Reialista i l'Insurgent i es consumà la independència de Mèxic, Gómez Pedraza retornà al seu país i s'uní al govern imperial d'Agustín de Iturbide. Iturbide, amic seu, el feu comandant de la guarnició de la ciutat de Mèxic. Durant l'Imperi Mexicà, Gómez Pedraza era antifederalista, però després de la caiguda de l'Imperi, l'acceptà.
El 1824 fou governador i comandant militar de l'estat de Puebla. El 1825 el president Guadalupe Victòria el designà Ministre de Guerra i de l'Armada. Posteriorment fou Ministre d'Afers Interiors i Exteriors. Formà el Partit Moderador. Es presentà com a candidat a la presidència de la República el 1828 i de fet, guanyà les eleccions. Tanmateix, el 3 de desembre de 1828, sota l'amenaça militar dels seus adversaris, renuncià. El Congrés annul·là les eleccions, i sota el "Pla de Perote", designà Vicente Guerrero com a president. Gómez Pedraza se n'anà a Bordeus. Provà de tornar, però fou exiliat pels seus enemics, i s'establí a Nova Orleans on publicà un manifesto contra el govern d'Anastasio Bustamante.
Gómez Pedraza retornà a Mèxic el 5 de novembre, 1832. El Pla de Zavaleta el reconegué com a president, i assumí el càrrec el 24 de desembre de 1832 a Puebla. Entrà a la ciutat de Mèxic el 3 de gener del següent any, acompanyat per Antonio López de Santa Anna. Un dels seus actes de govern fou aplicar el decret del 22 de febrer de 1832 que expulsava els ciutadans espanyols del país.
Convocà el Congrés el qual, tanmateix, elegí Santa Anna com a president. Tanmateix, Santa Anna es trobava malalt, i el vicepresident Valentín Gómez Farías assumí el càrrec de president l'1 d'abril, 1833.
El 1841 Gómez Pedraza fou designat com a Ministre d'Afers Interior i Exteriors durant el govern de Santa Anna. També fou diputat del Congrés Constituent, però fou detingut quan aquest fou dissolt. Coma diputat federal el 1844, fou reconegut com un orador eloqüent. Aquell mateix any, pronuncià un discurs contra el govern dictatorial de Santa Anna.
El 1846 es convertí en membre del Consell de Govern i l'any següent assumí el càrrec de Ministre de Relacions Exteriors, quan el govern fou transferit a Querétaro, ja que la ciutat de Mèxic estava ocupada per l'exèrcit dels Estats Units. Fou president del Senat de Mèxic durant el debat i la promulgació del Tractat de Guadalupe-Hidalgo que donava fi a la Guerra Estats Units - Mèxic. El seu discurs al Seant, el 24 de maig, 1848, sobre la Guerra amb els Estats Units, ha estat descrit com una de les "peces d'oratòria més brillants de la història del Parlament mexicà".
El 1850 es presentà una altra vegada com a candidat a la presidència de Mèxic, però fou derrotat pel general Mariano Arista. Fou director del Monte de Piedad i morí a la ciutat de Mèxic el 1851, en refusant la unió dels malalts, per la qual cosa el clergat no permeté que fou sepultat en cap església.